# Ван-Воргіс (Пенсільванія)
Ван-Воргіс (англ. Van Voorhis) — переписна місцевість (CDP) в США, в окрузі Вашингтон штату Пенсільванія. Населення — 138 осіб (2020).

## Географія
Ван-Воргіс розташований за координатами 40°9′35″ пн. ш. 79°58′23″ зх. д. / 40.15972° пн. ш. 79.97306° зх. д. (40.159852, -79.973090).  За даними Бюро перепису населення США в 2010 році переписна місцевість мала площу 0,98 км², уся площа — суходіл.

## Демографія
Згідно з переписом 2010 року, у переписній місцевості мешкало 166 осіб у 74 домогосподарствах у складі 48 родин. Густота населення становила 169 осіб/км².  Було 86 помешкань (87/км²).
Расовий склад населення:
| - 98,2 % — білих - 0,6 % — азіатів |

До двох чи більше рас належало 1,2 %. Частка іспаномовних становила 0,0 % від усіх жителів.
За віковим діапазоном населення розподілялося таким чином: 18,1 % — особи молодші 18 років, 63,2 % — особи у віці 18—64 років, 18,7 % — особи у віці 65 років та старші. Медіана віку мешканця становила 51,0 року. На 100 осіб жіночої статі у переписній місцевості припадало 110,1 чоловіків;  на 100 жінок у віці від 18 років та старших — 112,5 чоловіків також старших 18 років.
Цивільне працевлаштоване населення становило 77 осіб. Основні галузі зайнятості: виробництво — 81,8 %, науковці, спеціалісти, менеджери — 9,1 %, освіта, охорона здоров'я та соціальна допомога — 9,1 %.